# Bareggio
Bareggio est une commune de la ville métropolitaine de Milan, dans la région Lombardie, en Italie.

## Administration
| Période                                  | Période  | Identité         | Étiquette                     | Qualité |
| ---------------------------------------- | -------- | ---------------- | ----------------------------- | ------- |
| 2008                                     | En cours | Monica Gibillini | Coalition centre-droit/droite |         |
| Les données manquantes sont à compléter. |          |                  |                               |         |

### Communes limitrophes
Pregnana Milanese, Cornaredo, Sedriano, Cusago, Cisliano.